# نهائي بطولة أمم إفريقيا للمحليين 2016
نهائي بطولة أمم أفريقيا للمحليين 2016 هي المباراة النهائية من بطولة أمم أفريقيا للمحليين 2016، التي حدَّدَت بطل النسخة الرابعة من بطولة أمم أفريقيا للمحليين.
فاز المنتخب الكنغولي على حساب المنتخب المالي في المباراة النهائية بثلاثية نظيفة لحرز اللقب الثاني في تاريخه.

## ما قبل المباراة

### ملعب المباراة
«ملعب أماهورو» هو ملعب متعدد الاستخدام يقع في كيغالي عاصمة رواندا . غالبا ما يتم استخدامه لمباريات كرة القدم . يسع الملعب لجلوس 35 ألف متفرج . يعتبر أكبر ملعب في رواندا من حيث السعة ويستضيف مباريات كرة قدم بالإضافة إلى بعض الاحتفالات.

### حكم المباراة

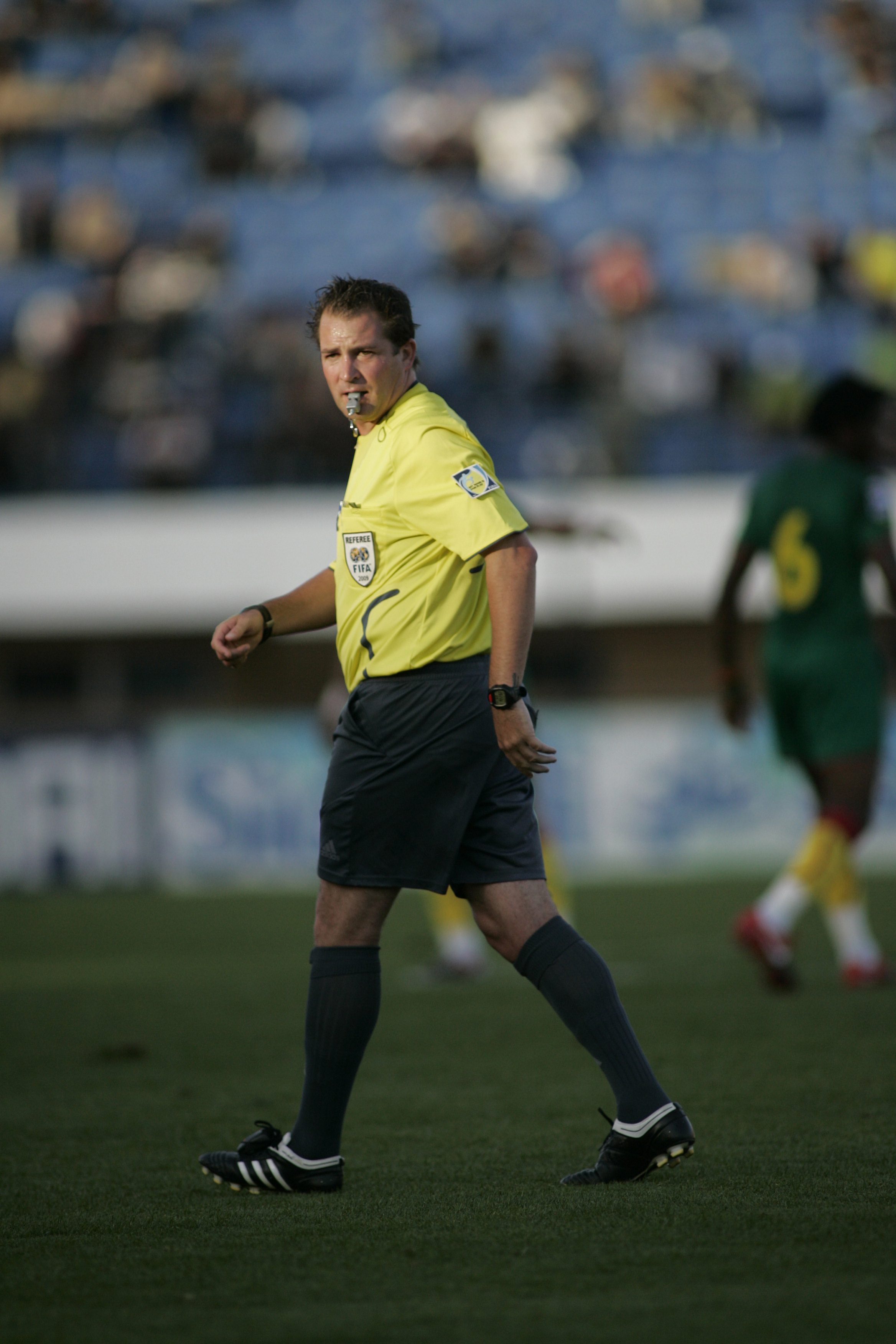

«دانييل بينيت» (مواليد 22 أغسطس 1976 في جوهانسبورغ) حكم كرة قدم جنوب أفريقي .

## المباراة

### تفاصيل
| جمهورية الكونغو الديمقراطية    | 3 – 0 | مالي |
| ------------------------------ | ----- | ---- |
| إيليا' (29)، 61' بولينجي' (73) | تقرير |      |